# Carlos Espinoza (Radsportler)
Carlos Espinoza (* 20. August 1951 in Lima) ist ein ehemaliger peruanischer Radrennfahrer.

## Sportliche Laufbahn
Espinoza war im Straßenradsport aktiv. Er war Teilnehmer der Olympischen Sommerspiele 1972 in München. Im Mannschaftszeitfahren belegte der Vierer aus Peru mit Bernardo Arias, Gilberto Chocce, Fernando Cuenca und Carlos Espinoza den 30. Rang. Im olympischen Straßenrennen beim Sieg von Hennie Kuiper aus dem Rennen aus.